# Großer Preis von Deutschland 2012
Der Große Preis von Deutschland 2012 (offiziell Formula 1 Grosser Preis Santander von Deutschland 2012) fand am 22. Juli auf dem Hockenheimring in Hockenheim statt und war das zehnte Rennen der Formel-1-Weltmeisterschaft 2012.

## Berichte

### Hintergrund
Nach dem Großen Preis von Großbritannien führte Fernando Alonso in der Fahrerwertung mit 13 Punkten vor Mark Webber und mit 29 Punkten vor Sebastian Vettel. In der Konstrukteurswertung führte Red Bull-Renault mit 64 Punkten vor Ferrari und mit 72 Punkten vor Lotus-Renault.
Der Große Preis von Deutschland fand 2012 turnusmäßig auf dem Hockenheimring Baden-Württemberg statt. Der Große Preis von Deutschland 2011 wurde auf dem Nürburgring ausgetragen.
Beim Großen Preis von Deutschland stellte Pirelli den Fahrern die Reifenmischungen P Zero Medium (weiß) und P Zero Soft (gelb), sowie für nasse Bedingungen Cinturato Intermediates (grün) und Cinturato Full-Wets (blau) zur Verfügung. Zudem erhielten die Teams für den Freitag zu Testzwecken eine neue Variante des P Zero Hard (silber).
Lewis Hamilton bestritt seinen 100. Grand Prix.
Mit Michael Schumacher (viermal), Alonso, Hamilton (jeweils zweimal) und Webber (einmal) traten vier ehemalige Sieger zu diesem Grand Prix an.
Als Rennkommissare fungierten Paul Gutjahr (SUI), Detlef Kramp (GER), Tim Mayer (USA) und Derek Warwick (GBR).

### Training
Im ersten freien Training gab es drei leichte Regenschauer. Jenson Button erzielte die schnellste Zeit vor seinem Teamkollegen Hamilton und Alonso. In diesem Training übernahm Jules Bianchi den Force India von Paul di Resta, Valtteri Bottas den Williams von Bruno Senna und Dani Clos den HRT von Narain Karthikeyan.
Im zweiten freien Training war die Strecke zu Beginn nass und es regnete. Kurzzeitig trocknete die Strecke etwas ab, bevor erneut Regen einsetzte. In der Schlussphase des Trainings flogen Daniel Ricciardo und Schumacher ab, wonach das Training vorzeitig abgebrochen wurde. Pastor Maldonado fuhr die schnellste Runde vor Nico Rosberg und Vettel.
Im dritten freien Training gab es einige Minuten vor Ende einen starken Regenschauer, nachdem es zuvor durchgängig trocken war. Alonso setzte die Bestzeit vor Hamilton und Sergio Pérez.

### Qualifying
Das Qualifying fand unter wechselnden Wetterbedingungen statt. Im ersten Abschnitt gab es nur leichten Regen und die Strecke war trocken. Kimi Räikkönen erzielte die schnellste Runde. Die HRT-, Marussia und Caterham-Piloten sowie Jean-Éric Vergne schieden aus. Vor dem zweiten Abschnitt begann es stärker zu regnen, sodass die Piloten ihre ersten Versuche auf Intermediates fuhren. Der Regen wurde während des Segments immer stärker, sodass Zeitverbesserungen nach einigen Runden am Anfang nicht mehr möglich waren. Zum Ende versuchten noch einige Piloten, auf Regenreifen ihre Zeiten zu verbessern, was ihnen aber nicht gelang. Hamilton fuhr die schnellste Runde. Die Sauber-Piloten sowie Rosberg, Senna, Romain Grosjean, Felipe Massa und Ricciardo schieden aus. Im finalen Abschnitt regnete es weiterhin. Alonso erzielte die schnellste Runde und holte damit die Pole-Position vor den beiden Red-Bull-Piloten Vettel und Webber.
Aufgrund von Getriebewechseln wurden Grosjean, Rosberg und Webber in der Startaufstellung um fünf Positionen nach hinten versetzt. Pérez wurde, da er im zweiten Qualifying-Abschnitt Alonso und Räikkönen aufgehalten hatte, ebenfalls um fünf Positionen nach hinten versetzt.
Am Sonntagmorgen gab es Diskussionen um die Regelkonformität der Red-Bull-Fahrzeuge im Qualifying. Nach Ansicht des technischen Delegierten Jo Bauer gab es Unregelmäßigkeiten bei den Motor-Kennfeldern. In seiner Mitteilung hieß es: „Bei der Untersuchung des Motoren-Basis-Drehzahlmappings der Autos mit der Nummer 1 und 2 wurde ersichtlich, dass der maximale Drehmoment-Output beider Motoren im mittleren Drehzahlbereich deutlich unter dem liegt, was bei vorangegangenen Veranstaltungen gesehen werden konnte. Meiner Meinung nach bedeutet das einen Verstoß gegen Artikel 5.5.3 des Technischen Reglements 2012, weil die Motoren dazu in der Lage sind, bei einer bestimmten Motorengeschwindigkeit im mittleren Drehzahlbereich mehr Drehmoment zu liefern. Außerdem wird dieses neue Drehzahlmapping die aerodynamischen Eigenschaften beider Autos künstlich verändern, was im Widerspruch zur Technischen Richtlinie 036-11 steht.“ Bauer leitete diese Untersuchungen an die Rennkommissare weiter. Diese entschieden sich gegen Sanktionen für den Rennstall. Ihre Begründung lautete: „Obwohl die Kommissare nicht alle Argumente des Teams akzeptieren, entscheiden sie, dass, so, wie das Reglement formuliert ist, das präsentierte Mapping keinen Verstoß gegen Artikel 5.5.3 des Technischen Reglements darstellt.“ FIA-Renndirektor Charlie Whiting kündigte noch am Rennsonntag eine Klarstellung des Reglements an.
Die Verantwortlichen von Red Bull sahen ihr Auto als regelkonform an. Red Bull hatte ein neues Auspuffsystem zum Großen Preis von Europa eingeführt und bestritt auch den Großen Preis von Großbritannien damit. Die modifizierten Motoreneinstellungen sorgten dafür, dass aus dem Auspuff mehr Abgase auf den Heckflügel geströmt wurden. Dadurch soll nach Medienberichten ein Vorteil von bis zu 0,3 Sekunden pro Runde möglich sein. Diese Art von System war eigentlich zur Saison 2012 verboten worden.

### Rennen
Für den Grand-Prix-Start entschieden sich alle Fahrer bis auf Timo Glock, Charles Pic, Rosberg und Vergne für die weichere Reifenmischung.
Es gab eine ereignisreiche erste Rennrunde. Während Alonso an der Spitze vorweg fuhr, attackierte Schumacher den auf Platz zwei liegenden Vettel auf der Parabolika. Noch auf der Start-Ziel-Geraden beschädigte sich Massa bei einer Kollision mit einem Toro Rosso den Frontflügel und musste zu einem Reparaturstopp an die Box. Auch Grosjean und Senna ließen ihre Fahrzeuge in der Boxengasse reparieren. Grosjean hatte seinen Frontflügel verloren, Senna einen Reifenschaden.
Durch die Kollision Massas lagen Teile auf der Start-Ziel-Geraden. Hamilton beschädigte sich bei der Überfahrt dieser Teile seinen linken Hinterreifen und musste zu einem unplanmäßigen Reifenwechsel an die Box fahren. Hamilton äußerte nach dem Rennen, dass sich das Auto anschließend nicht mehr so anfühlte wie vorher, er aber in der Lage war, seinen Fahrstil entsprechend umzustellen. Im Mittelfeld ereigneten sich in der Anfangsphase mehrere Positionskämpfe. Di Resta verlor seine Position gegen Räikkönen und Pérez. Button fuhr an Nico Hülkenberg und Schumacher vorbei auf die dritte Position hinter Vettel und Alonso. Alonso setzte sich etwas von Vettel ab, sodass dieser kein Drag Reduction System (DRS) nutzen konnte.
Bei den ersten Boxenstopps verlor Alonso zwischenzeitlich die Führung an Vettel, der drei Runden länger auf der Strecke blieb. Vettel fiel nach seinem Stopp kurz hinter Kamui Kobayashi zurück, ihm gelang es jedoch, ihn umgehend zurück zu überholen. Alonso und Vettel wechselten von der weicheren auf die härtere Reifenmischung. Hülkenberg überholte an der Box Schumacher, wurde aber in der Runde nach seinem Boxenstopp vor der Mercedes-Tribüne von Schumacher und Räikkönen überholt. Räikkönen fuhr kurz darauf auch an Schumacher vorbei auf die vierte Position.
Nach den Stopps holten Vettel und Button zunächst auf Alonso auf. Vettel gelang es, wieder auf unter eine Sekunde an Alonso heranzukommen und er durfte daher DRS verwenden. Auf der Strecke lag der überrundete Hamilton hinter Alonso und Vettel. Er war in dieser Phase des Rennens der schnellere des Trios. Nachdem er zunächst hinter Vettel geblieben war, griff er ihn vor der Hairpin an und rundete sich, zum Missfallen Vettels, zurück. Hamilton versuchte anschließend auch an Alonso heranzufahren, um sich auch gegen diesen zurück zu runden. Er kam allerdings nicht nah genug heran, um ein Überholmanöver durchzuführen. Hamilton lag zu diesem Zeitpunkt an 17. Stelle.
Bei den zweiten Boxenstopps kam es zu Verschiebungen im Spitzentrio. Button ging in der 40. Runde an die Box, Alonso und Vettel folgten eine Runde später. Während Alonso die Führung behielt, fuhr Button an Vettel vorbei. Button profitierte von einem sehr schnellen Boxenstopp. Mit einer Standzeit von 2,31 Sekunden stellte die McLaren-Boxenmannschaft einen neuen Weltrekord für einen Formel-1-Stopp auf. Kurz nach seinem Boxenstopp holte sich Button vor der Hairpin einen Bremsplatten.
Button gelang es, unter eine Sekunde an Alonso heranzufahren und er konnte somit in dieser Rennphase das DRS-System nutzen, um in Schlagdistanz zu Alonso zu bleiben. Für einen Überholversuch war er jedoch nicht nah genug an Alonso. Pat Fry, der technische Direktor von Ferrari, erklärte nach dem Rennen, dass Alonso in den ersten Runden auf der härteren Reifenmischung einen Nachteil gegenüber Button und Vettel hatte, und die beiden daher an ihn herankamen. Während Hamilton das Rennen nach 56 Runden an der Box beendete, gelang es Button nicht mehr, an Alonso dran zu bleiben, da seine Hinterreifen zu stark abbauten. Vettel gelang es daher, an Button heranzufahren.
Zwei Runden vor Ende des Rennens wagte Vettel ein Überholmanöver gegen Button. Ausgangs der Hairpin fuhr Vettel an Button vorbei, indem er die Strecke verließ und die asphaltierte Auslaufzone nutzte. Button merkte umgehend per Boxenfunk an, dass Vettel die Strecke mit allen vier Reifen verlassen habe. Vettel begründete das Nutzen der Auslaufzone wie folgt: „Ich war mir nicht sicher, ob er noch immer auf der Innenseite war oder nicht. Und das Letzte, was man da haben will, ist natürlich eine Kollision. Ich konnte ihn nicht sehen. Ich versuchte, ihm genug Platz zu lassen. Dabei schoss ich über den Streckenrand hinaus.“ Vettel fuhr schließlich vor Button als Zweiter über die Ziellinie. Die Rennkommissare hatten allerdings schon eine Untersuchung gegen Vettel eingeleitet. Sie verhängten schließlich nach dem Rennen eine 20 Sekunden Zeitstrafe, da Vettel die Strecke verlassen hatte und bei seiner Rückkehr einen Vorteil aus dieser Situation gezogen hatte.
Alonso gewann das Rennen somit vor Button und Räikkönen. Es war Alonsos 30. Grand-Prix-Sieg und der dritte in dieser Saison. Kobayashi erzielte mit einem vierten Platz seine bis dahin beste Platzierung bei einem Formel-1-Grand-Prix. Vettel wurde nach seiner Strafe als Fünfter gewertet. Pérez kam als Sechster ins Ziel. Beide Sauber-Piloten warteten länger auf ihren ersten Boxenstopp und zeigten ein schnelles Renntempo. Schumacher wurde mit einer Drei-Stopp-Strategie Siebter und erzielte die schnellste Rennrunde. Der dritte Stopp war aufgrund von Vibrationen notwendig geworden. Die weiteren Punkte gingen an Webber, Hülkenberg und Rosberg.
In der Fahrerweltmeisterschaft baute Alonso seinen Vorsprung weiter aus und war vor der Sommerpause, die nach dem nächsten Grand Prix begann, nicht mehr einzuholen. Bei den Konstrukteuren gab es einen Platztausch zwischen McLaren, die nun Dritter waren, und Lotus, die auf den vierten Platz zurückfielen.
Am Rennsonntag waren 59.000 Zuschauer vor Ort. Insgesamt kamen 158.000 Zuschauer zum Grand-Prix-Wochenende. Niki Lauda, der an gleicher Stelle seinen Sieg im Jahr 1977 gefeiert hatte, durfte auf dem Podium Interviews mit den drei Podestplatzierten führen.

## Meldeliste
| Team                          | Nr. | Fahrer             | Chassis           | Motor                | Reifen |
| ----------------------------- | --- | ------------------ | ----------------- | -------------------- | ------ |
| Red Bull Racing               | 01  | Sebastian Vettel   | Red Bull RB8      | Renault 2.4 V8       | P      |
| Red Bull Racing               | 02  | Mark Webber        | Red Bull RB8      | Renault 2.4 V8       | P      |
| Vodafone McLaren Mercedes     | 03  | Jenson Button      | McLaren MP4-27    | Mercedes-Benz 2.4 V8 | P      |
| Vodafone McLaren Mercedes     | 04  | Lewis Hamilton     | McLaren MP4-27    | Mercedes-Benz 2.4 V8 | P      |
| Scuderia Ferrari              | 05  | Fernando Alonso    | Ferrari F2012     | Ferrari 2.4 V8       | P      |
| Scuderia Ferrari              | 06  | Felipe Massa       | Ferrari F2012     | Ferrari 2.4 V8       | P      |
| Mercedes AMG Petronas F1 Team | 07  | Michael Schumacher | Mercedes F1 W03   | Mercedes-Benz 2.4 V8 | P      |
| Mercedes AMG Petronas F1 Team | 08  | Nico Rosberg       | Mercedes F1 W03   | Mercedes-Benz 2.4 V8 | P      |
| Lotus F1 Team                 | 09  | Kimi Räikkönen     | Lotus E20         | Renault 2.4 V8       | P      |
| Lotus F1 Team                 | 10  | Romain Grosjean    | Lotus E20         | Renault 2.4 V8       | P      |
| Sahara Force India F1 Team    | 11  | Jules Bianchi      | Force India VJM05 | Mercedes-Benz 2.4 V8 | P      |
| Sahara Force India F1 Team    | 11  | Paul di Resta      | Force India VJM05 | Mercedes-Benz 2.4 V8 | P      |
| Sahara Force India F1 Team    | 12  | Nico Hülkenberg    | Force India VJM05 | Mercedes-Benz 2.4 V8 | P      |
| Sauber F1 Team                | 14  | Kamui Kobayashi    | Sauber C31        | Ferrari 2.4 V8       | P      |
| Sauber F1 Team                | 15  | Sergio Pérez       | Sauber C31        | Ferrari 2.4 V8       | P      |
| Scuderia Toro Rosso           | 16  | Daniel Ricciardo   | Toro Rosso STR7   | Ferrari 2.4 V8       | P      |
| Scuderia Toro Rosso           | 17  | Jean-Éric Vergne   | Toro Rosso STR7   | Ferrari 2.4 V8       | P      |
| Williams F1 Team              | 18  | Pastor Maldonado   | Williams FW34     | Renault 2.4 V8       | P      |
| Williams F1 Team              | 19  | Valtteri Bottas    | Williams FW34     | Renault 2.4 V8       | P      |
| Williams F1 Team              | 19  | Bruno Senna        | Williams FW34     | Renault 2.4 V8       | P      |
| Caterham F1 Team              | 20  | Heikki Kovalainen  | Caterham CT01     | Renault 2.4 V8       | P      |
| Caterham F1 Team              | 21  | Witali Petrow      | Caterham CT01     | Renault 2.4 V8       | P      |
| HRT F1 Team                   | 22  | Pedro de la Rosa   | HRT F112          | Cosworth 2.4 V8      | P      |
| HRT F1 Team                   | 23  | Dani Clos          | HRT F112          | Cosworth 2.4 V8      | P      |
| HRT F1 Team                   | 23  | Narain Karthikeyan | HRT F112          | Cosworth 2.4 V8      | P      |
| Marussia F1 Team              | 24  | Timo Glock         | Marussia MR01     | Cosworth 2.4 V8      | P      |
| Marussia F1 Team              | 25  | Charles Pic        | Marussia MR01     | Cosworth 2.4 V8      | P      |

Anmerkungen
1. 1 2  Bianchi fuhr den Force India mit der Nummer 11 im ersten freien Training. Di Resta übernahm das Fahrzeug anschließend für das restliche Rennwochenende.
2. 1 2  Bottas fuhr den Williams mit der Nummer 19 im ersten freien Training. Senna übernahm das Fahrzeug anschließend für das restliche Rennwochenende.
3. 1 2  Clos fuhr den HRT mit der Nummer 23 im ersten freien Training. Karthikeyan übernahm das Fahrzeug anschließend für das restliche Rennwochenende.

## Klassifikationen

### Qualifying
| Pos.                                                                      | Fahrer             | Konstrukteur         | Q1       | Q2       | Q3       | Start |
| ------------------------------------------------------------------------- | ------------------ | -------------------- | -------- | -------- | -------- | ----- |
| 01                                                                        | Fernando Alonso    | Ferrari              | 1:16,073 | 1:38,521 | 1:40,621 | 01    |
| 02                                                                        | Sebastian Vettel   | Red Bull-Renault     | 1:16,393 | 1:38,309 | 1:41,026 | 02    |
| 03                                                                        | Mark Webber        | Red Bull-Renault     | 1:16,500 | 1:39,382 | 1:41,496 | 08    |
| 04                                                                        | Michael Schumacher | Mercedes             | 1:16,686 | 1:38,010 | 1:42,459 | 03    |
| 05                                                                        | Nico Hülkenberg    | Force India-Mercedes | 1:16,271 | 1:39,467 | 1:43,501 | 04    |
| 06                                                                        | Pastor Maldonado   | Williams-Renault     | 1:16,181 | 1:38,731 | 1:43,950 | 05    |
| 07                                                                        | Jenson Button      | McLaren-Mercedes     | 1:16,507 | 1:38,659 | 1:44,113 | 06    |
| 08                                                                        | Lewis Hamilton     | McLaren-Mercedes     | 1:16,221 | 1:37,365 | 1:44,186 | 07    |
| 09                                                                        | Paul di Resta      | Force India-Mercedes | 1:16,352 | 1:39,703 | 1:44,889 | 09    |
| 10                                                                        | Kimi Räikkönen     | Lotus-Renault        | 1:15,693 | 1:39,729 | 1:45,811 | 10    |
| 11                                                                        | Daniel Ricciardo   | Toro Rosso-Ferrari   | 1:16,516 | 1:39,789 | –        | 11    |
| 12                                                                        | Sergio Pérez       | Sauber-Ferrari       | 1:15,726 | 1:39,933 | –        | 17    |
| 13                                                                        | Kamui Kobayashi    | Sauber-Ferrari       | 1:16,481 | 1:39,985 | –        | 12    |
| 14                                                                        | Felipe Massa       | Ferrari              | 1:16,265 | 1:40,212 | –        | 13    |
| 15                                                                        | Romain Grosjean    | Lotus-Renault        | 1:16,685 | 1:40,574 | –        | 19    |
| 16                                                                        | Bruno Senna        | Williams-Renault     | 1:16,426 | 1:40,752 | –        | 14    |
| 17                                                                        | Nico Rosberg       | Mercedes             | 1:15,988 | 1:41,551 | –        | 21    |
| 18                                                                        | Jean-Éric Vergne   | Toro Rosso-Ferrari   | 1:16,741 | –        | –        | 15    |
| 19                                                                        | Heikki Kovalainen  | Caterham-Renault     | 1:17,620 | –        | –        | 16    |
| 20                                                                        | Witali Petrow      | Caterham-Renault     | 1:18,531 | –        | –        | 18    |
| 21                                                                        | Charles Pic        | Marussia-Cosworth    | 1:19,220 | –        | –        | 20    |
| 22                                                                        | Timo Glock         | Marussia-Cosworth    | 1:19,291 | –        | –        | 22    |
| 23                                                                        | Pedro de la Rosa   | HRT-Cosworth         | 1:19,912 | –        | –        | 23    |
| 24                                                                        | Narain Karthikeyan | HRT-Cosworth         | 1:20,230 | –        | –        | 24    |
| 107-Prozent-Zeit: 1:20,991 min (bezogen auf Q1-Bestzeit von 1:15,693 min) |                    |                      |          |          |          |       |

Anmerkungen
1. ↑  Webber wurde aufgrund eines Getriebewechsels um fünf Positionen nach hinten versetzt.
2. ↑  Pérez wurde wegen Behinderns im Qualifying um fünf Positionen nach hinten versetzt.
3. ↑  Grosjean wurde aufgrund eines Getriebewechsels um fünf Positionen nach hinten versetzt.
4. ↑  Rosberg wurde aufgrund eines Getriebewechsels um fünf Positionen nach hinten versetzt.

1. 1 2 3 4 5 6 7 8 9 10 11 12 13 14 15 16 17 18 19 20  Rennwagen mit KERS

### Rennen
| Pos. | Fahrer             | Konstrukteur         | Runden | Stopps | Zeit        | Start | Schnellste Runde |
| ---- | ------------------ | -------------------- | ------ | ------ | ----------- | ----- | ---------------- |
| 01   | Fernando Alonso    | Ferrari              | 67     | 2      | 1:31:05,862 | 01    | 1:19,044 (66.)   |
| 02   | Jenson Button      | McLaren-Mercedes     | 67     | 2      | + 6,949     | 06    | 1:19,719 (62.)   |
| 03   | Kimi Räikkönen     | Lotus-Renault        | 67     | 2      | + 16,409    | 10    | 1:19,485 (56.)   |
| 04   | Kamui Kobayashi    | Sauber-Ferrari       | 67     | 2      | + 21,925    | 12    | 1:19,161 (61.)   |
| 05   | Sebastian Vettel   | Red Bull-Renault     | 67     | 2      | + 23,732    | 02    | 1:19,469 (67.)   |
| 06   | Sergio Pérez       | Sauber-Ferrari       | 67     | 2      | + 27,896    | 17    | 1:19,270 (62.)   |
| 07   | Michael Schumacher | Mercedes             | 67     | 3      | + 28,970    | 03    | 1:18,725 (57.)   |
| 08   | Mark Webber        | Red Bull-Renault     | 67     | 2      | + 46,941    | 08    | 1:19,794 (59.)   |
| 09   | Nico Hülkenberg    | Force India-Mercedes | 67     | 3      | + 48,162    | 04    | 1:19,372 (56.)   |
| 10   | Nico Rosberg       | Mercedes             | 67     | 3      | + 48,889    | 21    | 1:19,105 (59.)   |
| 11   | Paul di Resta      | Force India-Mercedes | 67     | 2      | + 59,227    | 09    | 1:19,717 (67.)   |
| 12   | Felipe Massa       | Ferrari              | 67     | 3      | + 1:11,428  | 13    | 1:19,225 (67.)   |
| 13   | Daniel Ricciardo   | Toro Rosso-Ferrari   | 67     | 2      | + 1:16,829  | 11    | 1:20,066 (44.)   |
| 14   | Jean-Éric Vergne   | Toro Rosso-Ferrari   | 67     | 3      | + 1:16,965  | 15    | 1:19,645 (59.)   |
| 15   | Pastor Maldonado   | Williams-Renault     | 66     | 3      | + 1 Runde   | 05    | 1:19,607 (59.)   |
| 16   | Witali Petrow      | Caterham-Renault     | 66     | 3      | + 1 Runde   | 18    | 1:19,997 (62.)   |
| 17   | Bruno Senna        | Williams-Renault     | 66     | 3      | + 1 Runde   | 14    | 1:19,894 (62.)   |
| 18   | Romain Grosjean    | Lotus-Renault        | 66     | 3      | + 1 Runde   | 19    | 1:20,013 (60.)   |
| 19   | Heikki Kovalainen  | Caterham-Renault     | 65     | 4      | + 2 Runden  | 16    | 1:20,596 (61.)   |
| 20   | Charles Pic        | Marussia-Cosworth    | 65     | 2      | + 2 Runden  | 20    | 1:21,753 (45.)   |
| 21   | Pedro de la Rosa   | HRT-Cosworth         | 64     | 2      | + 3 Runden  | 23    | 1:22,407 (51.)   |
| 22   | Timo Glock         | Marussia-Cosworth    | 64     | 2      | + 3 Runden  | 22    | 1:22,778 (54.)   |
| 23   | Narain Karthikeyan | HRT-Cosworth         | 64     | 2      | + 3 Runden  | 24    | 1:21,788 (55.)   |
| –    | Lewis Hamilton     | McLaren-Mercedes     | 56     | 3      | DNF         | 07    | 1:20,091 (34.)   |

Anmerkungen
1. ↑  Vettel bekam eine 20-Sekunden-Zeitstrafe für das Verlassen der Strecke und einen erzielten Vorteil bei der Rückkehr.

1. 1 2 3 4 5 6 7 8 9 10 11 12 13 14 15 16 17 18 19 20  Rennwagen mit KERS

## WM-Stände nach dem Rennen
Die ersten zehn des Rennens bekamen 25, 18, 15, 12, 10, 8, 6, 4, 2 bzw. 1 Punkt(e).

### Fahrerwertung
| Pos. | Fahrer             | Konstrukteur     | Punkte |
| ---- | ------------------ | ---------------- | ------ |
| 01   | Fernando Alonso    | Ferrari          | 154    |
| 02   | Mark Webber        | Red Bull-Renault | 120    |
| 03   | Sebastian Vettel   | Red Bull-Renault | 110    |
| 04   | Kimi Räikkönen     | Lotus-Renault    | 98     |
| 05   | Lewis Hamilton     | McLaren-Mercedes | 92     |
| 06   | Nico Rosberg       | Mercedes         | 76     |
| 07   | Jenson Button      | McLaren-Mercedes | 68     |
| 08   | Romain Grosjean    | Lotus-Renault    | 61     |
| 09   | Sergio Pérez       | Sauber-Ferrari   | 47     |
| 10   | Kamui Kobayashi    | Sauber-Ferrari   | 33     |
| 11   | Pastor Maldonado   | Williams-Renault | 29     |
| 12   | Michael Schumacher | Mercedes         | 29     |

| Pos. | Fahrer             | Konstrukteur         | Punkte |
| ---- | ------------------ | -------------------- | ------ |
| 13   | Paul di Resta      | Force India-Mercedes | 27     |
| 14   | Felipe Massa       | Ferrari              | 23     |
| 15   | Nico Hülkenberg    | Force India-Mercedes | 19     |
| 16   | Bruno Senna        | Williams-Renault     | 18     |
| 17   | Jean-Éric Vergne   | Toro Rosso-Ferrari   | 4      |
| 18   | Daniel Ricciardo   | Toro Rosso-Ferrari   | 2      |
| 19   | Heikki Kovalainen  | Caterham-Renault     | 0      |
| 20   | Witali Petrow      | Caterham-Renault     | 0      |
| 21   | Timo Glock         | Marussia-Cosworth    | 0      |
| 22   | Charles Pic        | Marussia-Cosworth    | 0      |
| 23   | Narain Karthikeyan | HRT-Cosworth         | 0      |
| 24   | Pedro de la Rosa   | HRT-Cosworth         | 0      |

### Konstrukteurswertung
| Pos. | Konstrukteur     | Punkte |
| ---- | ---------------- | ------ |
| 01   | Red Bull-Renault | 230    |
| 02   | Ferrari          | 177    |
| 03   | McLaren-Mercedes | 160    |
| 04   | Lotus-Renault    | 159    |
| 05   | Mercedes         | 105    |
| 06   | Sauber-Ferrari   | 80     |

| Pos. | Konstrukteur         | Punkte |
| ---- | -------------------- | ------ |
| 07   | Williams-Renault     | 47     |
| 08   | Force India-Mercedes | 46     |
| 09   | Toro Rosso-Ferrari   | 6      |
| 10   | Caterham-Renault     | 0      |
| 11   | Marussia-Cosworth    | 0      |
| 12   | HRT-Cosworth         | 0      |